# 严介和
严介和（1960年—），江苏淮安人，中华人民共和国企业家，太平洋建设原董事局主席，现任太平洋商学院院长。2005年胡润百富榜第2名。

## 生平
2011年卸任太平洋建设董事局主席，其子严昊接任。